# Берделла, Роберт
Роберт Эндрю Берделла (31 января 1949 года — 8 октября 1992 года) — американский серийный убийца.

## Биография
Роберт Берделла родился в штате Огайо 31 января 1949 года в католической семье фабричного рабочего и домохозяйки. Хорошо учился, особенно тяготел к живописи. В юношестве он понял, что гомосексуален. Когда же ему было 16, умер его отец, это событие Берделла переживал очень тяжело.
В 1967 году Роберт отправился в Канзас и поступил в художественный институт, надеясь стать профессором, но стал поваром.
Он начал торговать наркотическим препаратом, из-за чего был дважды арестован, но в тюрьму не попал.
Затем он купил дом на Шарлотта Стрит. Там он стал коллекционировать различные редкости и причудливые предметы для людей с экстравагантными вкусами, которыми и торговал.
Берделла стал предпринимателем — он открыл магазин, который назывался «Базар Боба».

## Убийства
Первой жертвой Берделлы стал его любовник Джерри Хауэлл. Берделла задело то, что он оплатил услуги адвоката любовника в долг, а Джерри долг не вернул. Вечером 4 июля 1984 года Берделла пригласил его к себе и накормил транквилизаторами до потери сознания. Он несколько раз изнасиловал жертву своим половым органом, а также морковью и огурцом.
На следующее утро он пошёл на работу в свой магазин, а вернувшись вечером, продолжил насиловать любовника. В результате Джерри Хауэлл умер. Берделла подвесил труп вверх ногами, чтобы расчленить, но его это возбудило, и он взял фотоаппарат «Полароид» и сделал ряд фотографий. Затем расчленил тело кухонными ножами и бензопилой. Части тела он завернул в несколько слоёв бумаги, упаковал в мешки и в другой день выбросил с мусором.
Вплоть до 1988 года он убил похожим образом ещё 5 мужчин.

## Арест
В конце марта 1988 года он пригласил к себе 22-летнего Кристофера Брайсона и мучил его в течение 4 дней. Но когда 2 апреля Берделла в очередной раз ушёл из комнаты, оставив жертву связанной, Кристоферу удалось высвободиться и выпрыгнуть из окна 2 этажа. Он перебежал улицу к дому соседа Берделлы, который вызвал полицию. В тот же день Берделла был арестован.
Он был признан виновным в убийстве 6 человек. В заключении Роберт Берделла провёл 4 года, после чего 8 октября 1992 года он скончался в тюрьме от сердечного приступа.